# Sivatherium
A Sivatherium az emlősök (Mammalia) osztályának párosujjú patások (Artiodactyla) rendjébe, ezen belül a zsiráffélék (Giraffidae) családjába tartozó fosszilis nem.

## Tudnivalók
A Sivatherium (magyarul: „Siva fenevadja”), egy fosszilis zsiráfféle emlősnem volt, amely egész Afrikában és Ázsia déli részén (inkább India területén) elterjedt volt.
A Sivatherium hasonlított a mai okapihoz (Okapia johnstoni), de annál nagyobb és erőteljesebb testfelépítésű volt. Marmagassága körülbelül 2,2 méter, míg testtömege körülbelül 1250 kilogramm lehetett. Fején egy pár, széles agancsszerű szarvat hordott. Szeme fölött még volt egy pár kisebb szarva is. A marja nagyon erős volt, hogy elbírja a nyakizmokat, melyek a nehéz koponyát tartották.

## Rendszerezése
A nembe az alábbi 2-3 faj tartozik:
- Sivatherium giganteum Falconer & Cautley, 1836 - típusfaj
- Sivatherium maurusium Pomel, 1893 - szinonimája: Libytherium maurusium
- ?Sivatherium hendeyi Harris, 1976

### Fordítás
- Ez a szócikk részben vagy egészben  a   Sivatherium című angol Wikipédia-szócikk ezen változatának fordításán alapul.  Az eredeti cikk szerkesztőit annak laptörténete sorolja fel. Ez a jelzés csupán a megfogalmazás eredetét és a szerzői jogokat jelzi, nem szolgál a cikkben szereplő információk forrásmegjelöléseként.